# 三峽宰樞廟
24°56′04″N 121°22′18″E / 24.934329°N 121.371710°E
三峽宰樞廟，是位於台灣新北市三峽區秀川里的玄天上帝廟，由福建省安溪縣仙景李氏家族所建立，被列為古蹟。

## 沿革

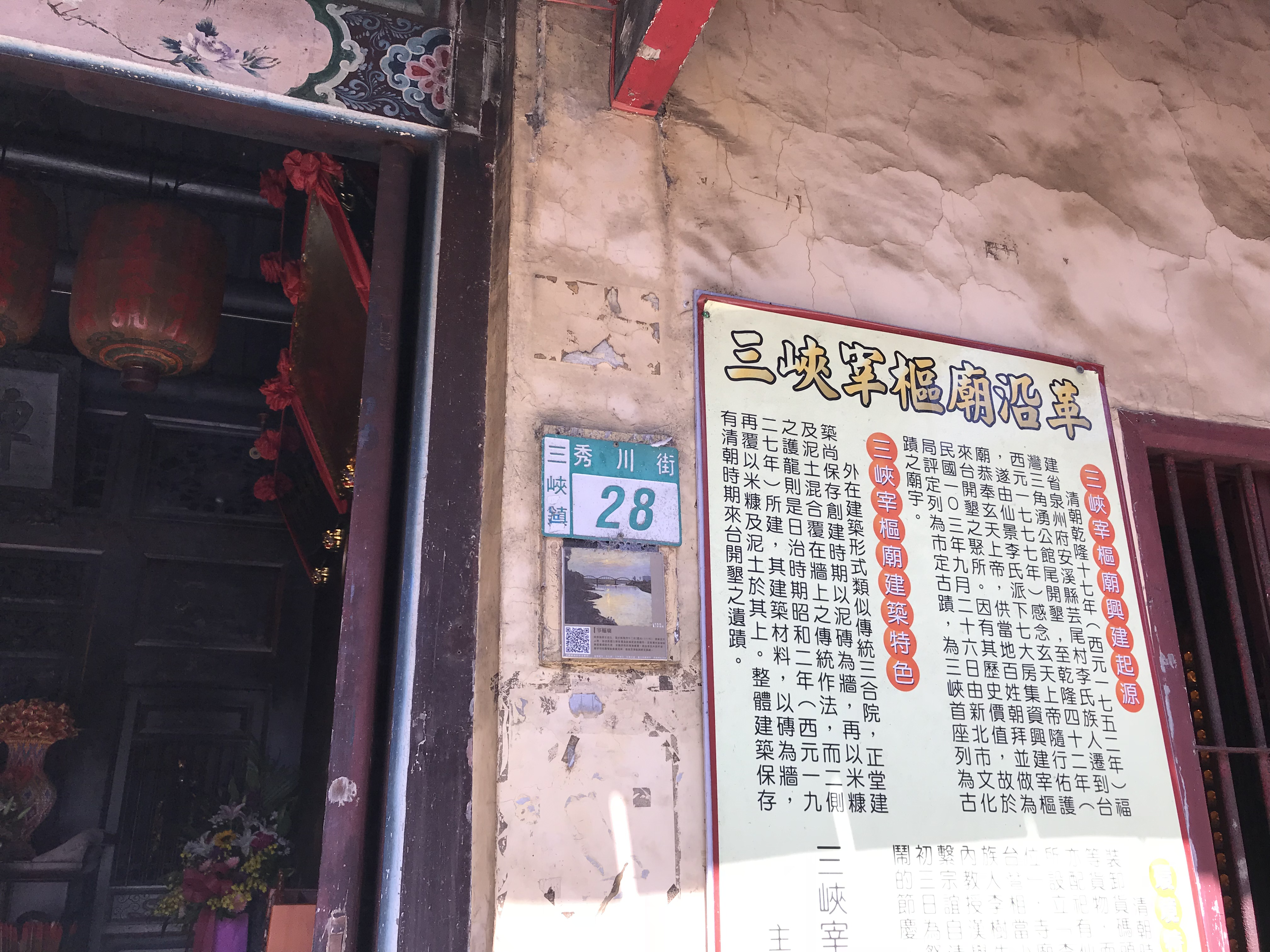
門牌為秀川街28號。

宰樞廟所其供奉的玄天上帝泥塑神像為仙景李氏李茂撻在乾隆中葉時自安溪縣芸美村迎來，在三峽他們分為七房。該家族在乾隆四十二（1777年）年建廟，屬於家廟性質。
建築樣式為三合院、傳統閩南式建築，座向朝三峽溪古碼頭，廟埕可做為曬穀場。普通廟宇鮮少以卯石打鑿鋪面，此廟左側牆面有象徵公龜的六角形卯石，右側牆面的龜殼狀卯石下方卻擺放象徵母龜下蛋的橢圓石頭，這種排列方式稱為「左公右母」，推估是祈求宗族香火延續。
廟地所在的秀川里，舊稱「公館尾街」，是三峽較早開發的地區。在地人稱此廟為「上帝公厝」，不被視為廟宇，與三峽長福巖有「是廟不是廟，不是廟卻是廟」之語。
因乙未戰爭隆恩埔戰役，三峽的建築遭日軍焚燒。宰樞廟當時作為日軍指揮所，得以倖存。皇民化運動，1939年三月初三，仙景李氏四房為避免神像遭毀，置於木盒內，再釘在正殿神龕上，由李光樹入贅婿劉添財在竹紙寫上緣由。
戰後，耕者有其田政策，登記在玄天上帝及廟方名下的田產均發放給佃農使用，從此廟方便缺乏經費維持香火及修繕。建築保留早期的燕尾脊，牆壁則是粗糠混和泥土及木結構。兩邊的護龍，則是戰後遭水淹後，以紅磚所復建。
過去因產權問題，廟身建築未能登錄為新北市古蹟。2014年管委會改組，由李家四房之後的秀川里里長李楷瑞當選管委會主委。同年，經新北市政府古蹟歷史建築聚落及文化景觀審議委員會審議，指定為古蹟。李楷瑞表示宰樞廟可看出早期農業社會的祭祀文化，至於清水祖師廟（三峽長福巖）則是工商社會起飛的象徵，各有其歷史意義。

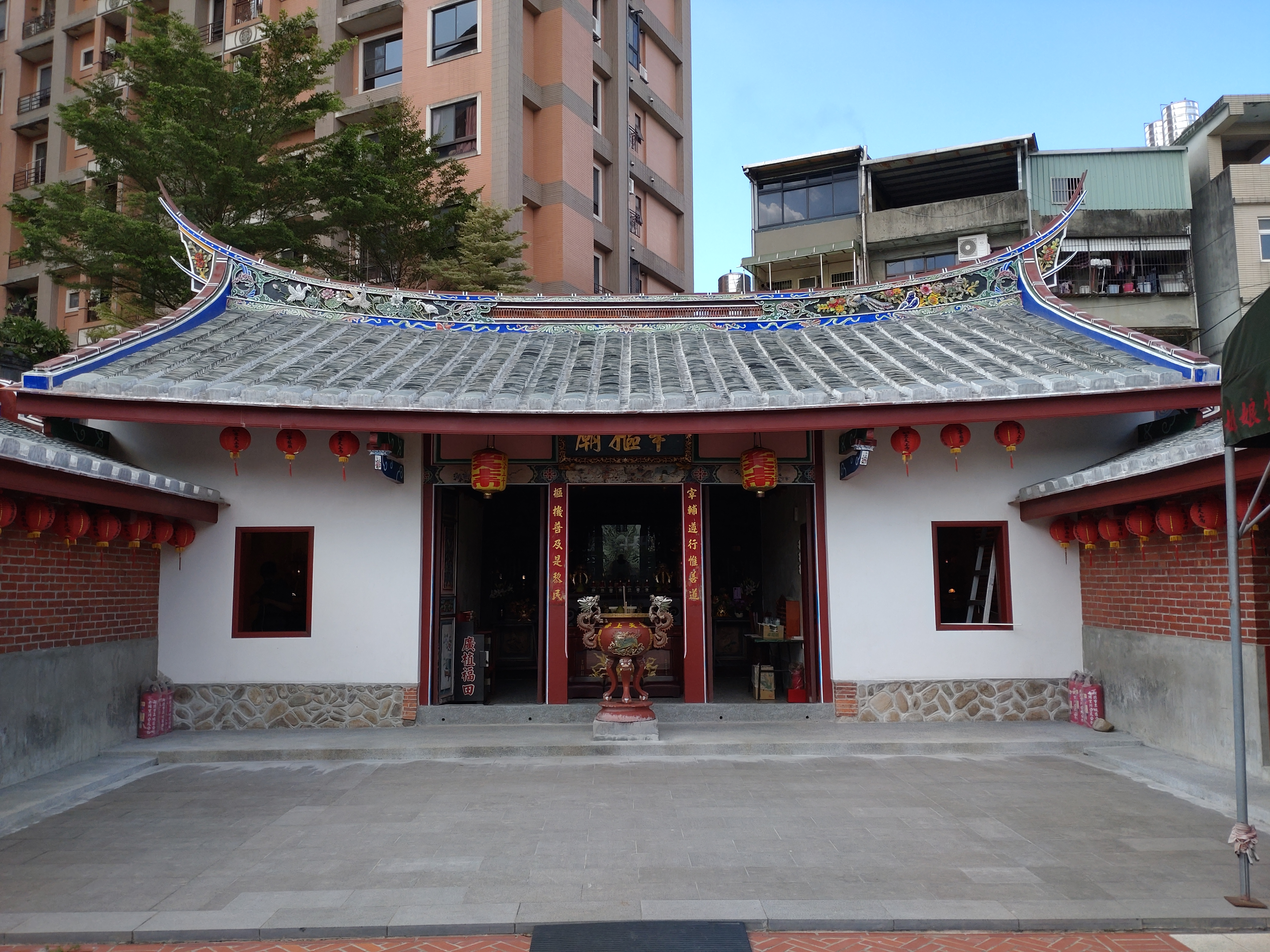
重修完竣後的三峽宰樞廟正面觀

2020年8月開始整修。次年12月25日，耗資1815萬元的重修竣工，馬英九受邀到場。

## 祭祀
三月初三，玄天上帝聖誕，李氏七房子孫都會來輪流祭祀。神像左側則擺有李氏歷代祖先牌位。

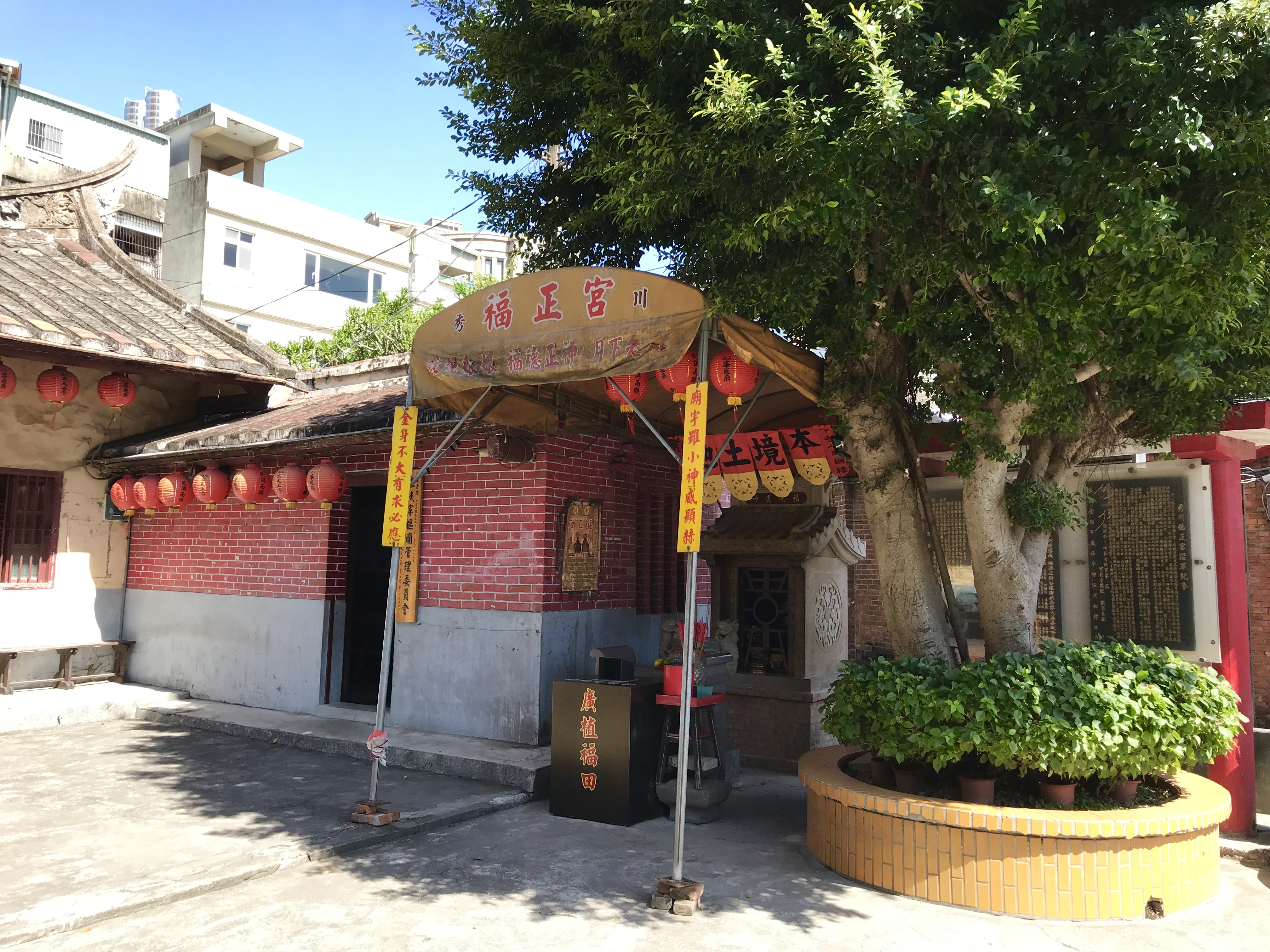
廟旁的秀川福正宮。

廟內原先未祭祀土地公、土地婆，後1933年前後，日人興築三峽拱橋，造成轄管永館、秀川兩里的土地公被迫遷移到三峽里福安宮。途中又遷移到民生街一帶，之後又因道路拓寬而借居宰樞廟。部分不知情的永館、秀川里里民，還會誤入其他管區的土地公廟祭拜。後來，李楷瑞商借宰樞廟的廣場土地在2010年代重建一座小廟秀川福正宮，除供奉原先的土地公婆外，還多了一尊出巡用的土地公，及因應民眾需要的註生娘娘和月下老人。
早年三峽自農曆七月初七開始，居民會豎立水燈排，吸引三峽山區的孤魂來享用普渡供品。民眾會在此廟廟埕製作水燈排，一座水燈排約需一週時間製作，包括剖竹、紮線、彩繪、接電等製程。保管水燈排的各里土地公廟會舉辦普度，土地公也會暫放神桌上監醮，等各里輪流普度後，再把水燈排上的竹子拆下燒毀，保留水燈排上燈泡、杉木柱以待來年再用。